# Sân bay Pama
Sân bay Pama (IATA: XPA, ICAO: DFEP) là một sân bay ở Pama, Burkina Faso.